# Exilisuchus
Exilisuchus — вимерлий рід архозавроморфних рептилій раннього тріасу Росії. Типовий вид E. tubercularis був названий у 1979 році. Хоча спочатку вважалося, що це протерозухідний архозавроморф, аналіз 2016 року виявив, що він також має спільні риси з таністрофеїдами, і тому наразі класифікується як Archosauromorpha incertae sedis. Через невелику кількість збереженого матеріалу цей рід іноді вважають nomen dubium.